# (164518) Patoche
(164518) Patoche est un astéroïde de la ceinture principale.

## Description
(164518) Patoche est un astéroïde de la ceinture principale. Il fut découvert par Bernard Christophe le 19 avril 2006 à l'observatoire de Saint-Sulpice. Il présente une orbite caractérisée par un demi-grand axe de 2,7 UA, une excentricité de 0,121 et une inclinaison de 1,88° par rapport à l'écliptique.
Il fut nommé en l'honneur de Patrice Christophe (né en 1945), frère ainé du découvreur.

## Compléments